# Franco Sensi
Francesco Sensi (Roma, 29 de julio de 1926 - Roma, 17 de agosto de 2008) fue presidente de la AS Roma desde 1993 hasta el día de su muerte.
Fue y será reconocido como "romanista" desde su infancia, debido al fanatismo de su padre. Su cargo fue desempeñado por su hija Rosella hasta el año 2011. Le rindieron homenaje equipos rivales de la Roma, tales como el AC Milan, Juventus y el Inter de Milán.

## Biografía
Silvio Sensi, su padre fue fundador y capitán de la Pro Football; en 1926 compra activos de la Pro Roma por un valor de 40.000 liras, que poco después se llamaría AS Roma.
La familia Sensi tiene sus raíces hace 500 años en la ciudad de Visso donde su familia se hizo cargo de una trashumancia.
Nació en Roma en 1926 y se licenció en Matemáticas.
A lo largo de su vida fue empresario del sector del petróleo (a través de sociedades financieras de la Compagnia Italpetroli Spa poseía varios yacimientos costeros para almacenamiento de productos petrolíferos), del turismo y de la edición.
También fue alcalde del pueblo de Visso en la Provincia de Macerata en los años 90, de donde procedía su familia.
A finales del siglo XX fue durante un corto tiempo propietario del OGC Niza. También fue propietario del US Palermo entre el 2000 y el 2002, en la temporada 2000-2001 el equipo ganó la Serie C1 y por consiguiente el ascenso a la Serie B.
Los negocios de la familia Sensi:
- Inmobiliaria: las empresas de construcción y alrededor de 1000 hectáreas de tierras; edificios en Roma, Cerdeña.

- La gestión pública: las empresas que gestionan los residuos de muchas ciudades de Puglia.

- Editorial: Corriere Adriático.

- Alimentación: cuenta con una fábrica de congelados en la ciudad de Visso.

- Turismo: tiene dos estructuras en Lacio y Toscana, incluyendo el famoso Hotel Cicerone que tiene 4 estrellas y 300 habitaciones.

## AS Roma
En mayo de 1993 su empresa (Compagnia Italpetroli Spa) compró una participación mayoritaria junto con un empresario y en noviembre de ese mismo año se quedó como único propietario y presidente a la vez, siendo el gran artífice de toda la operación Cesare Geronzi, director general de Banca di Roma.
Bajo su mandato la AS Roma conquistó la Serie A en la temporada 2000-2001, la Supercopa de Italia en 2001 y 2007, la Copa de Italia en las temporadas 2006-2007 y 2007-2008.
Sensi fue nombrado "Caballero del trabajo" por su actividad empresarial y en 2008 recibió el premio "Ética del deporte".

## Campeonatos nacionales
| Título              | Club    | Año  |
| ------------------- | ------- | ---- |
| Serie C1            | Palermo | 2001 |
| Serie A             | AS Roma | 2001 |
| Supercopa de Italia | AS Roma | 2001 |
| Copa de Italia      | AS Roma | 2007 |
| Supercopa de Italia | AS Roma | 2007 |
| Copa de Italia      | AS Roma | 2008 |